# كونان في أرض البوكيمون
كونان في أرض البوكيمون مسرحية للأطفال ناطقة باللغة العربية عرضت على مسرح حولي بالكويت.